# Nguyễn Văn Thiệu (nhà Tây Sơn)
Nguyễn Văn Thiệu (? – ?) là tướng lĩnh nhà Tây Sơn và chúa Nguyễn trong lịch sử Việt Nam.

## Hành trạng
Nguyễn Văn Thiệu không rõ thân thế, quê quán. Chỉ biết ông từng tham gia quân đội nhà Tây Sơn dưới quyền Nguyễn Nhạc, giữ chức Đô đốc.
Tháng 11 (âl) năm Mậu Ngọ (1798), Tiểu triều Nguyễn Bảo (con trai Nguyễn Nhạc) theo mưu của Tham tán Từ Văn Tú, nổi dậy chống lại triều đình Cảnh Thịnh, dâng thư đầu hàng chúa Nguyễn Phúc Ánh. Sau khi khống chế được thành Quy Nhơn, Nguyễn Bảo phái hai viên tướng trung thành là Đại đô đốc Đoàn Văn Cát, Đô đốc Nguyễn Văn Thiệu ra đóng quân ở chợ Hội An (có sách chép là Phú Yên) để đón quân chúa Nguyễn.
Vua Cảnh Thịnh cho quân vào tấn công Quy Nhơn. Quân Nguyễn do Nguyễn Văn Thành và Đặng Trần Thường chỉ huy chưa tới nơi thì thành đã bị phá; Nguyễn Bảo, Từ Văn Tú bị bắt giữ rồi bị giết. Đoàn Văn Cát, Nguyễn Văn Thiệu đến Diên Khánh đầu hàng quân Nguyễn.
Tháng 4 (âl) năm Kỷ Mùi (1799), Nguyễn Văn Thiệu được giữ chức Đô đốc, Chánh trưởng chi Tiền chi Tiền quân dưới quyền Tiền quân Nguyễn Hoàng Đức. Tháng 9 (âl), Nguyễn Văn Thiệu lên chức Trưởng chi Tiền chi Tiền quân.
Tháng 12 (âl) Tân Dậu (1801), Nguyễn Văn Thành nắm giữ Tiền quân, tiến hành cải tổ, đặt các vệ, chi thành năm đồn quân, Nguyễn Văn Thiệu chuyển chức Chánh Hậu đồn. Từ đây, sử không còn chép về Nguyễn Văn Thiệu nữa nên không rõ về kết cục của ông.